# Rens Blom
Rens Blom (ur. 1 marca 1977 w Munstergeleen) – holenderski lekkoatleta, który specjalizował się w skoku o tyczce.
Dwukrotny uczestnik igrzysk olimpijskich - Sydney 2000 (el. - 15. miejsce) oraz Ateny 2004 (9. miejsce). Jego największym sukcesem jest złoty medal mistrzostw świata, które w 2005 roku odbyły się w Helsinkach. Brązowy medalista halowych mistrzostw Europy (2000) oraz halowych mistrzostw świata (2003). Wielokrotny rekordzista i mistrz Holandii.
Jego trenerem był Leszek Klima.

## Osiągnięcia
| Rok  | Zawody                         | Miasto     | Lokata            |
| ---- | ------------------------------ | ---------- | ----------------- |
| 2000 | Halowe mistrzostwa Europy      | Gandawa    | 3. miejsce        |
| 2000 | Igrzyska olimpijskie           | Sydney     | el. - 15. miejsce |
| 2001 | I liga pucharu Europy          | Budapeszt  | 1. miejsce        |
| 2001 | Mistrzostwa świata             | Edmonton   | NM                |
| 2002 | Mistrzostwa Europy             | Monachium  | el. – 11. miejsce |
| 2003 | Halowe mistrzostwa świata      | Birmingham | 3. miejsce        |
| 2003 | I liga pucharu Europy          | Velenje    | 1. miejsce        |
| 2003 | Mistrzostwa świata             | Paryż      | el. - 7. miejsce  |
| 2004 | Halowy puchar Europy           | Lipsk      | 5. miejsce        |
| 2004 | Halowe mistrzostwa świata      | Budapeszt  | NM                |
| 2004 | Igrzyska olimpijskie           | Ateny      | 9. miejsce        |
| 2005 | Mistrzostwa świata             | Helsinki   | 1. miejsce        |
| 2005 | Światowy finał lekkoatletyczny | Monako     | 8. miejsce        |
| 2006 | I liga pucharu Europy          | Saloniki   | 3. miejsce        |
| 2007 | Halowe mistrzostwa Europy      | Birmingham | el. - 9. miejsce  |

## Rekordy życiowe
- skok o tyczce – 5,81 (8 czerwca 2004, Saragossa) były rekord Holandii
- skok o tyczce – 5,75 (2003 & 2004) były rekord Holandii